# Desolation Sound (film)
Pour les articles homonymes, voir Desolation Sound (homonymie).
Pour plus de détails, voir Fiche technique et Distribution.
Desolation Sound est un film dramatique canadien réalisé par Scott Weber, sorti en 2005. Il a été diffusé aux États-Unis le 27 juin 2005 sur Lifetime.

## Synopsis
Laurel a déménagé avec sa fille et son mari Michael, qui est souvent absent, à Desolation Sound, une région sauvage charmante mais isolée. La tranquillité de cette vie rurale est ébranlée par l’arrivée inattendue d’Elizabeth, une grande amie de Laurel.

## Titre du film
Desolation Sound est le nom anglais de la baie Desolation, située en Colombie-Britannique au Canada, où se déroule le film. Un lieu à la beauté majestueuse qui a conservé son caractère vierge et sauvage et qui reste isolé de l'agitation de la civilisation urbaine.

## Fiche technique
- Réalisation : Scott Weber
- Scénario : Glynis Davies
- Production : Mary Anne Waterhouse
  - Producteurs délégés : Tim Gamble, Michael Shepard et Scott Weber
- Musique originale : Graeme Coleman
- Photographie : Randal Platt
- Montage : Roger Mattiussi
- Décors : Dina Holmes
- Costumes : Heather Douglas
- Société de production : Sleepwalker Films
- Distribution : The Movie Network, Movie Central, Canwest, Showcase
- Pays :  Canada
- Langue : anglais
- Dates de sortie : 
  -  Canada : 25 septembre 2005 (Festival du film de Calgary) - 11 octobre 2005 (Festival du film international de Vancouver) - 4 novembre 2005 (sortie nationale)

## Distribution
- Emily Hirst : Margaret Elliott
- Hélène Joy : Laurel Elliott
- Ian Tracey : Michael Elliott
- Lothaire Bluteau : Benny
- Glynis Davies : Kathy Shepard
- Jennifer Beals : Elizabeth Storey
- Ed Begley Jr. : Doug Shepard
- Ginger Broatch : Nicole Shepard (as Haili Page)
- Susan Bain : Nurse Rachel
- Layne Black : Officer Wright
- Jennifer LaPlaca : Camp Counsellor

## Compétitions
- Festival international du film de Shanghai (Shanghai International Film Festival) 2005 - Sélection officielle (diffusion le 16 juin 2005)
- Festival international du film de Calgary (Calgary International Film Festival) 2005 - Sélection officielle (diffusion le 25 septembre 2005)
- Festival international du film de Vancouver (Vancouver International Film Festival) 2005 - Sélection officielle (diffusion le 11 octobre 2005)